# (2558) Viv
(2558) Viv es un asteroide que forma parte del cinturón de asteroides y fue descubierto el 26 de septiembre de 1981 por Norman G. Thomas desde la estación Anderson Mesa, en Flagstaff, Estados Unidos.

## Designación y nombre
Viv fue designado inicialmente como 1981 SP1.
Más tarde se nombró en honor de Vivian Russell Thomas, madre del descubridor.

## Características orbitales
Viv está situado a una distancia media de 2,216 ua del Sol, pudiendo alejarse hasta 2,562 ua y acercarse hasta 1,87 ua. Su inclinación orbital es 5,151° y la excentricidad 0,1562. Emplea en completar una órbita alrededor del Sol 1205 días.